# Sun Dawu
Sun Dawu ( 孙大午S; Langwuzhuang, giugno 1954) è un imprenditore cinese, miliardario e proprietario di Dawu Agricultural and Animal Husbandry Group, specializzato nell'agricoltura e poi esteso all'agriturismo e alla sanità. Il suo motto: "Ridistribuire ricchezza".
Dopo essere entrato in rotta di collisione con il Governo cinese, è stato arrestato nel novembre 2020 e accusato di sfruttamento illegale della terra e aver provocato turbativa dell'ordine pubblico. Nel luglio 2021 è stato condannato a 18 anni di carcere.

## Biografia
Dopo essersi diplomato alle scuole medie, Sun Dawu trascorse del tempo a Linfen, nello Shanxi, prima nell'82ª Divisione del 28º Gruppo Esercito dell'Esercito popolare di liberazione e in seguito nella Agricultural Bank of Xushui County. Queste due esperienze gli hanno fatto scoprire che l'agricoltura e l'allevamento possono svilupparsi e operare. Nel 1985, ha fondato Dawu Agriculture and Animal Husbandry Group Co., Ltd. ed è stato presidente del consiglio di amministrazione. Ha iniziato la sua attività con 1.000 polli e 50 maiali. Durante il suo mandato come presidente, Sun Dawu è stato premiato come il n. 1 Chicken Raising Scholar nella provincia di Hebei nel giugno 1996.
Nel 1995, il Gruppo Dawu era diventato una delle prime 500 aziende private della Cina, e Sun Dawu è stato anche eletto deputato al Baoding Municipal People's Congress. Per i suoi 9.000 dipendenti, ha realizzato un villaggio con scuole, una biblioteca, uno stadio sportivo, un ospedale da mille posti letto. Nell'agosto 1996 è stato eletto presidente della Baoding Poultry and Egg Industry Federation. Nel 2001, oltre al presidente del Gruppo Dawu, Sun Dawu è stato anche preside della Dawu School; nell'ottobre 2002, è stato assunto come ricercatore senior dall'Institute of Farmer Issues della China Agricultural University.
Nel 2005, Sun Dawu si è ritirato dalla carica di presidente, diventando capo del Consiglio di sorveglianza del Gruppo Dawu.

## Questioni legali
Nell'aprile 2003, Dawu Group ha pubblicato sul suo sito web tre articoli che criticavano il Governo cinese. Al gruppo è stato successivamente ordinato di rimuovere gli articoli, chiudere il sito web per 6 mesi ed è stato multato di 15.000 yuan.
Nel maggio 2003, Dawu è stato arrestato con l'accusa di aver guadagnato illegalmente 180 milioni di yuan. Il tribunale locale in seguito condannò Sun Dawu a tre anni di reclusione, quattro anni di libertà vigilata e una multa di 100.000 yuan per aver usato illegalmente fondi pubblici. Anche il Gruppo Dawu è stato multato di 300.000 yuan.
Nel luglio 2021, Dawu è stato condannato a 18 anni di carcere, essendo stato riconosciuto colpevole di "aver provocato problemi". Altre accuse mosse contro di lui includevano l'occupazione illegale di terreni agricoli, la costituzione di una banda per attaccare le agenzie statali e l'ostacolo ai lavoratori governativi nell'esercizio delle loro funzioni. Fu anche multato di 3,11 milioni di yuan (478.697 dollari). Secondo quanto riferito, Dawu è stato trattenuto l'anno precedente, insieme a 20 parenti e soci in affari per una disputa fondiaria con una fattoria gestita dal governo.
Già in precedenza Sun, che si definiva "un comunista confuciano", aveva criticato il Governo all'inizio del COVID-19, denunciando anche come nel 2019 fosse stata insabbiata la vicenda della peste suina.